# Charles Alston (médecin)
Pour les articles homonymes, voir Charles Alston et Alston.
Charles Alston, né selon les sources en 1683 ou 1685 et mort en 1760, est un médecin et un botaniste britannique.

## Biographie
Il est élevé par la duchesse d’Hamilton qui souhaite le voir suivre des études de droit mais Alston préfère la médecine et la botanique.
En 1715, il se rend à Leyde pour suivre les cours d’Herman Boerhaave (1668-1738). C’est à Leyde qu’il rencontre le docteur Alexander Monro (1697-1767).
De retour à Édimbourg, Alston et Monro vont insuffler une nouvelle orientation à l’enseignement de la médecine. Alston devient professeur de botanique et de pharmacie à la faculté de médecine ; il a également en charge le jardin botanique.
Il fait paraître en 1740 une liste des plantes officinales cultivées dans le jardin botanique de la faculté, Index of the Plants in the Edinburgh Garden, et en 1753 une introduction à la botanique intitulée Tyrocinium Botanicum Edinburgense. Dans cet ouvrage, il critique le système de classification utilisée par Carl von Linné (1707-1778) et basée sur les organes de reproduction des végétaux.
Il eut Alexander Garden (1730-1791) pour élève.
Robert Brown (1773-1858) lui dédie le genre Alstonia de la famille des Apocynaceae.